# Cryptocarya atra
Cryptocarya atra är en lagerväxtart som beskrevs av André Joseph Guillaume Henri Kostermans. Cryptocarya atra ingår i släktet Cryptocarya och familjen lagerväxter. Inga underarter finns listade i Catalogue of Life.